# 团队 (歌曲)
〈团队〉是新西兰歌手洛德演唱的一首歌曲，出自其首张专辑《纯粹女英雄》。这首歌曲是这张专辑在澳大利亚和新西兰的第三支单曲，2013年9月13日由新西兰环球唱片正式发行；之后歌曲又作为专辑在美英两地的第二支单曲发行。歌曲由洛德和喬爾·立特共同创作完成，利特同时还是歌曲的制作人，而洛德也是歌曲的附加制作人。〈团队〉融合了另类流行、电子舞曲和电子嘻哈的风格，以合成器、贝斯和小鼓伴奏，同时加入了拍手的节奏，而歌词则是洛德“献给她的朋友和国家”的作品。
〈团队〉获得乐评界的广泛好评，其音乐风格、歌词内容以及洛德的演唱方式都获得了评论家的赞赏。这支单曲在全球的音乐排行榜上都获得了成功，其中在美国《公告牌》百强单曲榜上最高排名第6位，在澳大利亚获得第19名的成绩，在新西兰和加拿大更是最高到达第3位。这支单曲在全球畅销，被多个国家认证为白金或多白金唱片。
〈团队〉的音乐录影带于2013年12月4日正式发布，一经发布便吸引众多观众观看。录影带在美国纽约布鲁克林区的一处废弃建筑拍摄，其灵感来自洛德自己的梦境。整个录影带营造了类似《蝇王》的氛围，描述了一个年轻人自己的世界。洛德为宣传这支单曲以及《纯粹女英雄》专辑，曾在多个节目和颁奖典礼中表演了这首歌曲。歌曲也曾被其他歌手多次翻唱。

## 发行背景

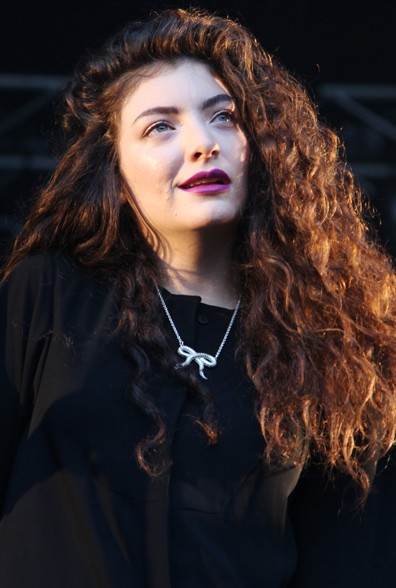
歌曲的演唱者和词曲作者洛德

〈团队〉是洛德在周游世界时和乔尔·利特共同创作的，随后在利特位于奥克兰都会区的黄金时代录音室（Golden Age Studios）完成了录制、制作和混音，其中洛德还以附加制作人的身份参与了制作的过程。2013年9月13日，〈团队〉一曲在网络上遭到提前泄露，唱片公司也因此决定提前发行。数小时内，歌曲的音频就上传至YouTube，新西兰环球唱片也在澳大利亚和新西兰开放了歌曲的数字下载。这是这张专辑在澳大利亚和新西兰的第三支单曲。2013年11月19日，Lava唱片和聯眾唱片将这首曲目派送至美国的当代热门音乐电台。2014年1月6日又派送至美国当代节奏电台。这也是这张专辑在美国和英国的第二支单曲。

## 词曲创作
〈团队〉融合了另类流行、电子舞曲和电子嘻哈的风格。歌曲以降G大調写成，使用合成器、贝斯以及小鼓进行伴奏，同时加入了拍手的节奏。洛德演唱这首歌曲时的音域在F♭3到D♭5之间。歌曲的速度是每分钟100拍。《紐約》杂志撰稿人阿曼达·多宾斯（Amanda Dobbins）和音乐杂志乐评人毛拉·约翰斯顿（Maura Johnston）都认为这首歌副歌部分的曲调风格与拉娜·德雷的歌曲相似；而在线音乐杂志的编辑萨米·梅恩（Sammy Maine）还认为这首歌的曲调风格接近提姆巴兰和蜜西·艾莉特合作的作品。
杂志撰稿人丹·莱利（Dan Reilly）认为〈团队〉的歌词是洛德为“献给她的朋友和国家”所作。娱乐网站“數碼間諜”的刘易斯·康纳（Lewis Corner）也认为这首歌“灵感来自她的祖国新西兰”。在接受《公告牌》杂志采访时，洛德称这首歌的歌词中包含了自己“对现代音乐的看法”。她表示，其中的一句歌词“我们住的这座城市 / 你永远不会在屏幕上见到”（"We live in cities / you'll never see on screen"）是说没有什么人到新西兰去，人们对新西兰也完全不了解；而自己看到纽约这座城市出现在各种电影电视当中，因此想更“实际”地为自己和朋友创作一些真正能产生共鸣的东西。这句歌词正是她为来自小城市的少数群体发出的声音。在歌词中，洛德还表达了对当代流行音乐歌词的意见。〈团队〉的歌词中称“我已经厌倦了总是让我‘把双手举到空中’ / 就这样算了吧”（"I'm kind of over getting told to throw my hands up in the air / So there."）。洛德对此表示，自己已经厌烦了各种歌曲的歌词当中总是出现的“把双手举到空中”（"put your hands up in the air"），这句歌词出现得次数太频繁，而且非常愚蠢。她希望自己的作品能够更加贴近现实。《时代》杂志撰稿人莉莉·罗斯曼（Lily Rothman）认为这首歌的歌词是给当代年轻人传达的一条重要信息，其中一句“我们知道怎样主宰事情”（"we sure know how to run things"）与麦莉·赛勒斯的歌曲〈青春大暴走〉中一句“我們主宰事情，而不是事情主宰我們”（"we run things, things don’t run we"）恰好相互呼应。罗斯曼还认为歌词中“我比以前玩世不恭的年龄更老了一些”（"I’m kinda older than I was when I reveled without a care."）是对年轻人的一种提醒。

## 评价和反响
〈团队〉获得了乐评界的广泛赞誉。MTV新闻撰稿人布伦娜·埃尔利希（Brenna Ehrlich）称赞其“疯狂迷人”。“影音俱樂部”网站评论家凯文·麦克法兰德（Kevin McFarland）则称赞这首歌“灿烂耀眼”。英国网站musicOMH乐评人约翰·墨菲（John Murphy）在评价《纯粹女英雄》这张专辑时提到〈团队〉这首歌，更是形容这首歌“在脑中无法忘记”。新闻网站“每日野兽”的编辑马洛·斯特恩（Marlow Stern）在网站上列出了2013年最好的13首歌曲，其中〈团队〉排名第五。他认为这首歌是整张专辑中最“让人上瘾”的一首，称洛德在这首歌中用“出色的曲调，配上高涨而令人沉溺其中的副歌”，让无法融入主流文化的小城市孩子知道他们并不孤独。《公告牌》撰稿人杰森·利普舒茨（Jason Lipshutz）认为洛德在这首歌中的演唱方法类似吸血鬼周末乐队的歌曲，整首歌表现了洛德对现代流行音乐的醒悟以及犬儒主義一般的讥笑。《滚石》杂志乐评人乔恩·多兰（Jon Dolan）则认为这首洛德“给自己朋友的颂歌”中透露着遗世独立的自豪感。
2013年9月23日，〈团队〉登上新西兰单曲排行榜第3位，成为洛德继〈贵族〉和〈网球场〉之后连续第三支登上这一排行榜前三名的单曲。这支单曲在新西兰售出超过三万张，被新西兰唱片业协会认证为“双白金唱片”。而在澳大利亚，这支单曲在澳大利亚唱片业协会榜最高到达第19位，售出超过14万张，被澳大利亚唱片业协会认证为“双白金唱片”。
在美国，〈团队〉登上《公告牌》旗下的多个榜单，并在《公告牌》百强单曲榜上最高到达第6位，成为洛德继〈贵族〉之后第二支在美国排名前十的单曲。2014年4月，这支单曲在美国的销量已经超过200万张；2014年5月，获得了美国唱片业协会的“双白金唱片”认证；7月获得“三白金唱片”认证；2015年11月被认证为“四白金唱片”。这支单曲在加拿大百强单曲榜上最高也到达第3位，在加拿大下载量超过160,000次，获得加拿大音乐协会的“双白金唱片”认证。

## 音乐录影带

洛德在〈团队〉音乐录影带中的形象（如图）与《饥饿游戏》的主角凯妮丝·艾佛丁有相似之处

新西兰当地时间2013年12月4日早10:00，〈团队〉的音乐录影带通过洛德在YouTube上的官方VEVO频道正式首播。录影带吸引了大量观众观看，一度导致VEVO频道暂时瘫痪。这部音乐录影带由亚历克斯·塔卡克斯（Alex Takacs，导演艺名）执导，在美国纽约布鲁克林区雷德胡克的一处废弃建筑“雷德胡克谷物码头”（Red Hook Grain Terminal）取景拍摄。这部音乐录影带的灵感来自洛德自己的梦境。洛德自己称，在这个梦境中，“年轻人在自己的世界里，这个世界中有等级也有入会仪式。在仪式上，排行第二的男孩脸上还有粉刺。女王也是个脸上有粉刺的女孩。”她描述称，这个世界和任何人见过的任何场景都不同，是一个“长满热带植物，到处是废墟和汗水的黑暗世界”。而整个录影带的气氛和《蝇王》类似，整体亦是一个“悲伤的故事”。
录影带一开始的镜头是一片海洋；“每日野獸”网站的马洛·斯特恩评论认为这一镜头与保罗·托马斯·安德森执导的2012年电影中的重要镜头十分相似。接下来镜头切换到海岛上的一座看不见的城市，以及海边工厂的废墟，到处是青少年，“完全没有家长在身旁指导”。在废墟中，洛德从一片“泛着忧郁的蓝色，枝叶繁茂”的环境中登场，坐在宝座上，周围环绕着其他追随者。她自视为女王，统治着这座城市的臣民。斯特恩将这幅形象与《饥饿游戏》的主角凯妮丝·艾佛丁（Katniss Everdeen）相提并论。随后，一个年轻的男孩被送到岛上，然后必须骑上摩托车像骑士一样决斗才能加入洛德的“团队”。然而他输掉了决斗。最后的镜头中，男孩被众人抬起带到洛德的面前。洛德对此评论称，“有时输掉的人反而更强大”。《时代》杂志的莉莉·罗斯曼将录影带与麦莉·赛勒斯的〈青春大暴走〉音乐录影带相比较，认为两部录影带都设定在“神秘”的场景中表现年轻人的心境。〈团队〉的场景是在小岛上，而〈青春大暴走〉的场景设定在一个混乱的派对上。罗斯曼认为两个场景中，权力都落到了青少年的身上。

## 现场表演和翻唱
2013年11月12日，洛德在美国脱口秀节目表演了《纯粹女英雄》中的多首歌曲，借此宣传专辑，其中就包括〈团队〉这首歌。此外，洛德还在2013年澳大利亚唱片业协会音乐奖的颁奖典礼上演唱了这首歌曲。2014年，洛德参加了加拿大MuchMusic音乐录影带大奖的颁奖典礼，并在典礼上表演了〈网球场〉和〈团队〉两首歌曲。
苏格兰电子乐队曾于2014年3月11日在BBC廣播一台现场翻唱表演了〈团队〉这首歌曲。美国伊利诺伊州另类摇滚乐队也曾于2014年4月翻唱了这首歌曲，并于4月21日作为单曲发行。

## 曲目列表
数字下载
1. 〈团队〉（"Team"） – 3:13

## 榜单成绩和销量认证
| 排行榜（2013－2014年）                            | 最高 排名 |
| ------------------------------------------------- | --------- |
| 澳大利亚（澳大利亚唱片业协会榜）                  | 19        |
| 奥地利（Ö3單曲榜）                                | 10        |
| 比利时佛兰德（Ultratip榜）                        | 6         |
| 比利时瓦隆（Ultratop榜）                          | 24        |
| 加拿大（《公告牌》加拿大百强单曲榜）              | 3         |
| 加拿大（《公告牌》加拿大成人当代音乐电台榜）      | 6         |
| 加拿大（《公告牌》加拿大当代热门音乐/40强电台榜） | 2         |
| 加拿大（《公告牌》加拿大热门成人当代音乐电台榜）  | 2         |
| 加拿大（《公告牌》加拿大摇滚电台榜）              | 15        |
| 克罗地亚（克罗地亚电台排行榜）                    | 10        |
| 捷克（电台百强单曲榜）                            | 11        |
| 捷克（数字单曲百强榜）                            | 25        |
| 丹麦（Tracklisten）                               | 20        |
| 法国（法國唱片出版業公會）                        | 24        |
| 德国（德國官方榜單）                              | 20        |
| 爱尔兰（爱尔兰单曲榜）                            | 32        |
| 以色列（Media Forest）                            | 10        |
| 意大利（意大利音乐产业联合会）                    | 19        |
| 黎巴嫩（黎巴嫩官方二十强榜）                      | 1         |
| 墨西哥（拉美監控）                                | 10        |
| 荷蘭（荷蘭四十強單曲榜）                          | 25        |
| 新西兰（新西兰官方音乐榜）                        | 3         |
| 蘇格蘭（官方榜單公司單曲榜）                      | 25        |
| 斯洛伐克（电台百强单曲榜）                        | 25        |
| 斯洛伐克（数字单曲百强榜）                        | 29        |
| 西班牙（西班牙音樂製作協會）                      | 47        |
| 瑞典（瑞典最熱榜）                                | 39        |
| 瑞士（瑞士熱門音樂榜）                            | 14        |
| 英国（官方榜單公司單曲榜）                        | 29        |
| 美国（《公告牌》百强单曲榜）                      | 6         |
| 美国（《公告牌》成人另类音乐榜）                  | 1         |
| 美国（《公告牌》成人当代音乐榜）                  | 13        |
| 美国（《公告牌》成人流行歌曲榜）                  | 1         |
| 美国（《公告牌》另类歌曲榜）                      | 2         |
| 美国（《公告牌》数字下载榜）                      | 8         |
| 美国（《公告牌》热门摇滚歌曲榜）                  | 2         |
| 美国（《公告牌》流行歌曲榜）                      | 2         |
| 美国（《公告牌》节奏歌曲榜）                      | 7         |
| 委内瑞拉（唱片报告流行/摇滚榜）                   | 3         |

| 排行榜（2013年）                     | 排名 |
| ------------------------------------ | ---- |
| 新西兰（新西兰唱片业协会）           | 48   |
| 美国（《公告牌》热门摇滚歌曲榜）     | 33   |
| 排行榜（2014年）                     | 排名 |
| 加拿大（《公告牌》加拿大百强单曲榜） | 12   |
| 德国（德国官方单曲排行榜）           | 79   |
| 意大利（意大利音乐产业联合会）       | 50   |
| 美国（《公告牌》百强单曲榜）         | 18   |
| 美国（《公告牌》成人另类歌曲榜）     | 5    |
| 美国（《公告牌》成人流行歌曲榜）     | 13   |
| 美国（《公告牌》另类歌曲榜）         | 11   |
| 美国（《公告牌》数字下载榜）         | 23   |
| 美国（《公告牌》热门摇滚歌曲榜）     | 2    |
| 美国（《公告牌》流行歌曲榜）         | 7    |
| 美国（《公告牌》节奏歌曲榜）         | 26   |

| 国家或地区                                          | 认证          | 销量/出货量  |
| --------------------------------------------------- | ------------- | ------------ |
| 澳大利亚（澳大利亚唱片业协会）                      | 2×白金唱片    | 140,000 i    |
| 加拿大（加拿大音乐协会）                            | 3×白金唱片    | 240,000 i    |
| 丹麦（国际唱片业协会丹麦分会） （仅包含流媒体数据） | 白金唱片      | 2,600,000 i  |
| 德国（德国联邦音乐产业协会）                        | 金唱片        | 150,000 i    |
| 意大利（義大利音樂產業聯合會）                      | 白金唱片      | 30,000 ii    |
| 新西兰（新西兰唱片业协会）                          | 2×白金唱片    | 30,000 ii    |
| 瑞典（瑞典唱片业协会）                              | 白金唱片      | 40,000 iii   |
| 美国（美國唱片業協會）                              | 4×白金唱片 iv | 4,000,000 ii |

## 发行历史
| 发行国家 | 发行日期       | 发行格式         | 唱片公司                            |
| -------- | -------------- | ---------------- | ----------------------------------- |
| 澳大利亚 | 2013年9月13日  | 数字下载         | 新西兰环球唱片                      |
| 新西兰   | 2013年9月13日  | 数字下载         | 新西兰环球唱片                      |
| 美国     | 2013年9月30日  | 现代摇滚电台     | Lava唱片  Republic唱片 |
| 美国     | 2013年11月19日 | 当代热门音乐电台 | Lava唱片  Republic唱片 |
| 美国     | 2014年1月6日   | 当代节奏电台     | Lava唱片  Republic唱片 |
| 意大利   | 2014年1月24日  | 当代热门音乐电台 | 环球唱片                            |
| 英国     | 2014年4月12日  | 7英寸黑胶唱片    | 环球唱片                            |

## 获奖与提名
| 年份 | 奖项                            | 提名类别                          | 结果 | 参      |
| ---- | ------------------------------- | --------------------------------- | ---- | ------- |
| 2014 | 澳大拉西亚版权协会银卷轴奖 （APRA Silver Scroll Awards） | 在新西兰表演最多的新西兰歌曲 （Most Performed New Zealand Work in New Zealand） | 獲獎 | [ 121 ] |
| 2014 | 青少年选择奖                    | 最受欢迎女歌手单曲                | 提名 | [ 122 ] |
| 2014 | 新西兰音乐奖 （New Zealand Music Awards）               | 年度单曲                          | 獲獎 | [ 123 ] |
| 2014 | 世界音乐奖                      | 最佳歌曲                          | 提名 | [ 124 ] |